# Jeremy McGrath
Jeremy McGrath (nascido em 21 de abril de 1994) é um remador paralímpico australiano. Representou seu país nos Jogos Paralímpicos de Verão de 2016 no Rio de Janeiro, onde terminou em primeiro no remo LTA quatro com misto - LTAMix4+ B, com Brock Ingram, Davinia Lefroy, Kathleen Murdoch e Jo Burnand. Em 2014, foi eleito a revelação do ano da Natação do estado da Nova Gales do Sul e neste mesmo ano, com Kathleen Murdoch, conquistou a prata no skiff duplo misto (LTAMix2x) do mundial de remo.